# Нападение в джунглях
«Нападение в джунглях» (фр. Tigre dans une tempête tropicale, или Surpris!) — картина французского художника-примитивиста Анри Руссо, написанная в 1891 году.
«Тигр во время тропической грозы» (так буквально переводится французское название картины) — это первое произведение Руссо, посвящённое джунглям, и давшее начало циклу работ, которые принесли наибольшую известность художнику. На полотне изображён тигр с оскаленной пастью, готовящийся к атаке. Его задняя лапа опирается на высокие стебли травы. Задний план наполнен фантастическими деревьями, сгибающимися под порывами ветра и струями тропического ливня. Небо прорезано белыми разрядами молний.
Картина не была принята жюри Академии живописи и скульптуры (Académie de peinture et de sculpture), и Руссо выставил её под названием «Сюрприз!» (Surpris!) на Салоне независимых 1891 года. Работа получила смешанные отклики. Большинство критиков посчитали её «детской», но нашлись и те, кто увидел за этой наивностью сложность и глубину.
По слухам, «Нападение в джунглях» была написана после поездки художника в Мексику, однако Анри Руссо на самом деле не покидал Францию и черпал вдохновение из книг и рисунков, а также в ботаническом саду Парижа и в Саду растений с его зоологическими галереями, где выставлены таксидермистские образцы экзотических животных. Возможно фигура тигра основана на одном из рисунков Эжена Делакруа.
Несмотря на кажущуюся простоту, картины Руссо отличаются тщательностью проработки слоёв и использованием большого числа оттенков зелёного для передачи буйной растительности джунглей. Он даже разработал собственный метод изображения хлещущих струй дождя тонкими «нитками» серебряной краски, наносимой по диагонали полотна. Эта техника берёт начало от глянцевого покрытия картин, которое использовал Адольф Вильям Бугро. Жертва тигра находится за пределами картины, и автор даёт зрителю возможность самому решать исход охоты, однако название «Сюрприз!» позволяет предположить, что охота была удачной для тигра. Позднее Руссо утверждал, что тигр на картине готовился напасть на группу исследователей. Хотя «Нападение в джунглях» принесло известность Анри Руссо, и он продолжал ежегодно выставляться на Салоне независимых, к теме джунглей он вернулся лишь спустя несколько лет. Творчество Руссо высмеивалось критиками вплоть до его смерти, но такие современники, как Пикассо, Матисс и Тулуз-Лотрек его высоко ценили.
«Нападение в джунглях» было преподнесено в дар Лондонской Национальной галерее в 1972 году филантропом Уолтером Аннебергом.